# Gheorghe Vilmoș
Gheorghe Vilmoș (în maghiară Vilmos György; n. 3 februarie 1941, Valea Strâmbă, România – d. 16 decembrie 2001, Brașov, România) a fost un biatlonist român.

## Carieră
Gheorghe Vilmoș a ocupat locul 5 la Jocurile Olimpice din 1964 de la Innsbruck, cel mai bun rezultat obținut de delegația României și cea mai bună clasare de până acum la biatlon. Anul următor, a obținut locul 8 la Campionatul Mondial de la Elverum. La Jocurile Olimpice din 1968 de la Grenoble s-a clasat pe locul 22 și cu ștafeta României (Gheorghe Cimpoia, Constantin Carabela, Nicolae Bărbășescu) a obținut locul 7.
La Campionatul Mondial din 1971 de la Hämeenlinna el a ocupat locul 7. În 1972 a participat pentru a treia oară la Jocurile Olimpice. La Sapporo s-a clasat pe locul 32 și cu ștafeta României (Nicolae Veștea, Victor Fontana, Ion Țeposu) a obținut locul 9. După retragerea sa, Gheorghe Vilmoș a fost antrenor.